# Refuge de Font Turbat
Das Refuge de Font Turbat ist eine Schutzhütte der Sektion Isère des Club Alpin Français. Sie liegt in Frankreich im Pelvoux in der Gemeinde Valjouffrey im Département Isère in der Region Auvergne-Rhône-Alpes.
Es besteht aus zwei Gebäuden. Die aktuelle Schutzhütte wurde 1962 erbaut, bietet 39 Plätze und liegt auf 2169 m Höhe. Die frühere, 1922 erbaute Schutzhütte auf 2194 m Höhe wird heute als Winterhütte mit 14 Plätzen genutzt. Die Schutzhütten werden vom Departementskomitee von Isère verwaltet.

## Geschichte
Die alte, kleine Hütte stammt aus dem Jahr 1922. In der Nebensaison befindet sich der Eingang auf der Südseite, durch das Fenster. 1962 wurde vom Club Alpin Français eine neue Hütte mit 26 Plätzen gebaut. Sie wurde vom Architekten Lederlin entworfen.

## Aktivitäten
Die Refuge de Font Turbat dient als Ausgangspunkt für den Olan, sowohl für die Normalroute vom Nordgipfel aus, wo die Hauptrouten der Nordwestwand (Voie Devies-Gervasutti und Voie Couzy-Desmaison) liegen, als auch für die Brèche de l’Olan (2970 m), der den Zugang zum Vallon de la Muande und zum Refuge de la Lavey ermöglicht. Es ist auch möglich, den Pointe Maximin und den Pic Turbat zu besteigen. 
Hochgebirgswanderwege gibt es zu den Schutzhütten Refuge de l’Olan, Refuge des Souffles und dem Refuge de la Lavey. Eine Skitourenroute führt zur Brêche de l’Olan.

## Bibliographie
- Marie-Noëlle Bonnerot-Grékoff, Joël Challon et Jean-Paul Zuanon, Le Refuge de Font-Turbat, mémoire alpine du Haut-Valjouffrey, 2011